# 比特尼茨河
53°36′15″N 11°33′10″E / 53.604188°N 11.552653°E
比特尼茨河（德語：Bietnitz），是德國的河流，位於該國東北部，由梅克倫堡-前波美拉尼亞州負責管轄，處於路德維希斯盧斯特-帕爾希姆縣，河道全長5公里，最終注入賓嫩湖。